# Enno Kalisch
Enno Kalisch (* 1973 in Niebüll) ist ein deutscher Filmschauspieler und Sprecher.

## Leben

### Herkunft und Ausbildung
Kalisch, in Nordfriesland geboren, stammt aus Rodenäs. Er besuchte die Friedrich-Paulsen-Schule (FPS) in Niebüll, wo er in der Schulband aktiv war. In der 12. Klasse spielte er auf der Bühne der FPS-Aula erstmals Theater. Im Café Kö in Niebüll improvisierte er mit Freunden Bluesmusik bei Live-Auftritten.
Nach seinem Zivildienst absolvierte er von 1994 bis 1996 seine Schauspielausbildung an der Schule für Schauspiel in Kiel, wo er die handwerklichen Grundlagen erlernte, auch wenn er zunächst keine klassische Laufbahn als Schauspieler anstrebte, sondern sich eher für Improvisationstheater interessierte. 1995 spielte er am Theater Kiel die Rolle des Gymnasiasten Lämmermeier in einer Inszenierung von Frühlings Erwachen. Während der Schauspielschule gehörte er in Kiel auch zu den Mitbegründern des Ensembles „Tante Salzman“. Von 1997 bis 2001 studierte Kalisch an der FH Heidelberg Musiktherapie mit Schwerpunkt Improvisation (Abschluss mit Diplom). Von 1999 bis 2009 vertiefte er seine Schauspielkenntnisse regelmäßig bei der Berliner Regisseurin Elke Schmid. Er nahm in Heidelberg auch Gesangsunterricht und besuchte später zahlreiche Seminare für Kamera- und Filmarbeit, u. a. regelmäßig bei Mark Zak.

### Soloprogramme und Theater
Zwischen 2001 und 2009 gastierte er auf internationalen Improvisationstheaterfestivals, u. a. in St. Petersburg, Ljubljana, Berlin, Bern und Halle/Saale. Seit 2004 ist Kalisch als Improvisationskünstler, schwerpunktmäßig mit Solo-Programmen, tätig. Gelegentlich tritt er aber auch im Duo oder Trio auf. Seine Solo-Programme bestehen aus Geschichten, Lyrik, Songs und Improvisation. Als Schauspieler, Improvisationskünstler, Rezitator und Erzähler hatte er u. a. Auftritte im Stadtschloss Wiesbaden (2007), im Capitol Mannheim (2007–2008), im FORUM Theater Ludwigsburg (2009), in der Stadthalle Marbach (2009), im Musikkabarett Mannheim, beim Literaturfestival in Lana (Südtirol; 2009–2011) und im Pantheon Bonn. Seit 2012 gastiert er deutschlandweit mit der Live-Improvisation Knopfkino – Eine Reise in Bildern und Worten. 2016 kam im Verlag Ute Fuchs sein erstes Buch mit Kurzgeschichten heraus, das er gemeinsam mit seinem Bühnenpartner Mehrdad Zaeri (Illustrator) verfasste.
In der Saison 2013/14 war er ab Oktober 2013 (Premiere in Saarbrücken) als Conférencier und Herr Bonacieux in dem Musical Die drei Musketiere auf Deutschland-Tournee.

### Film und Fernsehen
Seit 2010 arbeitet Kalisch als Schauspieler auch für das Kino und das Fernsehen. Anfangs wurde er dort hauptsächlich in Nebenrollen eingesetzt, wo er häufig Polizisten und Kriminalbeamte spielte, aber auch volksnahe Charaktere (Türsteher, Torfstecher und Bauern). Oft übernahm er dabei Figuren, die, wie er selbst, aus Norddeutschland stammen und die er auch mit norddeutschem Dialekt spricht.
Im Berliner Tatort: Gegen den Kopf, der im September 2013 erstausgestrahlt wurde, hatte Kalisch eine Nebenrolle. Er stellte, an der Seite von Edin Hasanović und Jannik Schümann, den 38-jährigen Mark Haessler dar, einen Mann, der in der U-Bahn Zivilcourage zeigt und zum Mordopfer wird. In dem polnischen Spielfilm Warschau ’44 (2014), einem international besetzten Kinofilm mit Max Riemelt, der während des Warschauer Aufstandes 1944 spielt, stellte Kalisch in einer kleinen Nebenrolle einen „Schlächter“ in der SS-Sondereinheit Dirlewanger der Waffen-SS dar. In dem Fernsehfilm Der Kotzbrocken (Erstausstrahlung: Februar 2015) war er, an der Seite von Aglaia Szyszkowitz und Felix Vörtler, in der Gerichtsszene der Rechtsanwalt Dr. Hesselmann. In der international produzierten Serie The Team über eine Polizeigruppe, die in Europa gegen Verbrechen kämpft, hatte er eine wiederkehrende Nebenrolle. Er spielte Kalle, den Bodyguard des Hauptbösewichts (Nicholas Ofczarek).
Kalisch hatte außerdem Episodenrollen in den Fernsehserien Großstadtrevier (2011; als Markus Schulz), SOKO Wismar (2012; als tatverdächtiger Gas-Monteur und Ofenbauer Kai Tessner), Der Landarzt (2013; als Investor Frithjof Erling), Küstenwache (2013; als Spediteur Siegfried Kanopka, der als Teilnehmer eines Kochkurses auf Hoher See einen Erstickungsanfall erleidet), Notruf Hafenkante (2014; als Sprengmeister), Alarm für Cobra 11 – Die Autobahnpolizei (2014; als SEK-Einsatzleiter Pelzer), Sibel & Max (2015; als Matthias Schumann, der Ex-Ehemann einer Patientin) und Club der roten Bänder (2015; als Krankenhauslehrer).
Im November 2016 war Kalisch in der ZDF-Serie Herzensbrecher – Vater von vier Söhnen in einer Episodenrolle zu sehen; er spielte Tilman Weber, den reichen Vater der Serienfigur Julius (Paul Falk). Im Dezember 2016 war Kalisch dann in der ZDF-Serie SOKO Stuttgart ebenfalls in einer Episodenrolle als tatverdächtiger Paketfahrer Uwe Hehn zu sehen. Im Januar 2017 war er in der ZDF-Serie Heldt in einer Episodenrolle zu sehen; er spielte Lothar Maibaum, den Vater einer Schülerin, die Opfer von Cybermobbing wird.

### Privates
Kalisch wohnte seit 2008 in Bonn und Umgebung. Seit 2022 lebt er in Bad Honnef-Aegidienberg. Er hat eine Tochter. Enno Kalisch ist Mitglied im Bundesverband Schauspiel (BFFS).

## Filmografie (Auswahl)
- 2011: Großstadtrevier (Fernsehserie; Folge: Nur das Beste)
- 2012: Auslandseinsatz (Fernsehfilm)
- 2012: Der Fall Jakob von Metzler (Fernsehfilm)
- 2012: SOKO Wismar (Fernsehserie; Folge: Steckschuss)
- 2012: Mord mit Aussicht (Fernsehserie; Folge: Das nennt man Camping)
- 2013: Dear Courtney (Kinofilm)
- 2013: Der Landarzt (Fernsehserie; Folge: Den eigenen Weg gehen)
- 2013: Küstenwache (Fernsehserie; Folge: Rache, kalt serviert)
- 2013: Tatort: Gegen den Kopf (Fernsehreihe)
- 2014: Notruf Hafenkante (Fernsehserie; Folge: Spätzünder)
- 2014: Alarm für Cobra 11 – Die Autobahnpolizei (Fernsehserie; Folge: Revolution)
- 2014: Der Lehrer (Fernsehserie; Folge: Oh Gott, es ist eine Liebesgeschichte)
- 2014: Warschau ’44 (Kinofilm)
- 2014: Friesland – Mörderische Gezeiten (Fernsehreihe)
- 2015: Herman the German (Kurzfilm)
- 2015: Sibel & Max (Fernsehserie; Folge: Kinderwünsche)
- 2015: Der Kotzbrocken (Fernsehfilm)
- 2015: The Team (Fernsehserie; Serienrolle)
- 2015: Club der roten Bänder (Fernsehserie; Folge: Das Schwimmbad)
- 2016: Herzensbrecher – Vater von vier Söhnen (Fernsehserie; Folge: Falsche Erwartungen)
- 2016: SOKO Stuttgart (Fernsehserie; Folge: Kaiserbaby)
- 2017: Heldt (Fernsehserie; Folge: Cybermobbing)
- 2017: Zwei im falschen Film
- 2018: Meine Mutter ist unmöglich (Fernsehfilm)
- 2019: Die Spur der Mörder (Fernsehfilm, Regie: Urs Egger)
- 2018: Petting statt Pershing
- 2020: Der Lehrer (Fernsehserie; Folge: Besser’n Mädchen, als so’n Hodenkobold!)
- 2020: Anna und ihr Untermieter: Aller Anfang ist schwer (Fernsehfilm)
- 2021: Meine Mutter im siebten Himmel (Fernsehfilm)
- 2022: Horst Lichter – Keine Zeit für Arschlöcher (Fernsehfilm)
- 2022: Tatort: Hubertys Rache (Fernsehreihe)
- 2022: Tatort: Murot und das Gesetz des Karma (Fernsehreihe)
- 2022: SOKO Köln (Fernsehserie; Folge: Todesfahrt)
- 2023: Die Flut – Tod am Deich (Fernsehfilm)
- 2023: Bettys Diagnose (Fernsehserie; Folge: Ganz oder gar nicht)
- 2023: Großstadtrevier (Fernsehserie; Folge: Opfer oder Täter)
- 2023: Der zweite Kurzschluss (Kurzfilm)
- 2024: Wilsberg – Ein Detektiv und Gentleman (Fernsehreihe)
- 2024: Zwei Erben sind einer zu viel (Fernsehfilm)
- 2024: WaPo Bodensee (Fernsehserie; Folge: Ganovenehre)
- 2024: Tatort: Schweigen (Fernsehreihe)
- 2025: Ganzer halber Bruder